# Jan Smits (rechtsgeleerde)
Jan Martien Smits (Leiden, 15 november 1967) is een Nederlands rechtsgeleerde. Hij is hoogleraar Privaatrecht aan de Universiteit Maastricht.
Na de middelbare school aan het Rembrandt studeerde Smits tussen 1986 en 1991 rechten aan de Universiteit Leiden en aan de Universiteit van Poitiers. In 1995 promoveerde hij in Leiden bij Jaap Hijma op het proefschrift Het vertrouwensbeginsel en de contractuele gebondenheid . Beschouwingen omtrent de dogmatiek van het overeenkomstenrecht. Vervolgens doceerde hij aan de Universiteit Stellenbosch en in Tilburg en Maastricht. In 1999 werd hij benoemd op de leerstoel Europees Privaatrecht aan de Universiteit Maastricht, een positie die hij tussen 2008 en 2010 verliet om aan de Universiteit van Tilburg de leerstoel Europees Privaatrecht en Rechtsvergelijking te bezetten. Hij was gasthoogleraar aan onder meer Tulane University Law School, de Katholieke Universiteit Leuven, de Université de Liège, Louisiana State University en de Penn State Dickinson School of Law. Jan Smits is lid van de Ius Commune Research School. In 2010 werd hij gekozen als lid van de Koninklijke Nederlandse Akademie van Wetenschappen (KNAW).
Sinds 2017 is Smits decaan van de Faculteit der Rechtsgeleerdheid van de Universiteit Maastricht.